# Zwölferkogel (Alpes de Stubai)
Le Zwölferkogel est une montagne qui s’élève à 2 988 m d’altitude dans les Alpes de Stubai, en Autriche.

## Topographie
Le Zwölferkogel se trouve à environ 2,7 kilomètres au sud de la station de ski Kühtai. La face nord-ouest du Zwölferkogel est située à environ 500 mètres de la Längental. À l'est se situe en dessous la vallée de la Finstertal avec le Finstertalspeicher, un réservoir de la centrale électrique Sellrain-Silz. Vers le sud, on trouve la Mittagsköpfe, à 2 934 mètres d'altitude, la Mittagsturm, à 2 929 mètres d'altitude, et le Sulzkogel, à 3 016 mètres d'altitude.